# ABVD
 (mars 2021).
Si vous disposez d'ouvrages ou d'articles de référence ou si vous connaissez des sites web de qualité traitant du thème abordé ici, merci de compléter l'article en donnant les références utiles à sa vérifiabilité et en les liant à la section « Notes et références ».
L'ABVD est une poly-chimiothérapie utilisée pour le traitement du lymphome de Hodgkin (LH), une pathologie oncologique développée aux dépens de lymphocytes B tumoraux, avec classique aspect de Reed Sternberg sur les coupes biopsiques (dit « en œil de hiboux »). 
L'ABVD comprend quatre pharmaceutiques, :
- Adriamycine (doxorubicine), c'est un agent intercalant.
- Bléomycine, c'est un agent intercalant.
- Vinblastine, c'est un poison du fuseau.
- Dacarbazine, c'est un agent alkylant.

Cette formule est généralement utilisée pour les stades I et II d'Ann Arbor (formes localisées) du lymphome de Hodgkin.  
Ces anticancéreux agissent à différents niveaux de la division cellulaire. Les poisons du fuseau par exemple agissent lors de la Phase M (mitose), les alkylants et agents intercalants eux agissent au niveau de l'ADN tout au long du cycle de la division cellulaire. Ces molécules cytologiques n'épargnent pas les cellules saines. 
Il y a association de plusieurs anticancéreux afin d'agir simultanément lors des différentes phases de la division cellulaire afin d'atteindre un plus grand nombre de cellules. Ces cures sont répétées afin d'atteindre le plus de cellules non affectées lors de la cure précédente. 
Cette chimiothérapie se passe en hôpital de jour (hospitalisation courte), si la prise de sang est bonne l'hématologue confirme sa production à la pharmacie hospitalière. Le patient est perfusé sur son PAC en IV. Au préalable il peut y être appliqué un patch anesthésiant localement la peau (type Emla - Anesderm) mais également recevoir un antiémétique comme le Zophren (nom générique : ondansétron) ou le Primpéran (nom générique : métoclopramide). 